# Juan Ortiz Úrculo
Juan Cesáreo Ortiz Úrculo (25 de mayo de 1939) es un jurista y profesor español. Ocupó el cargo de fiscal general del Estado durante ocho meses, desde el 6 de septiembre de 1996 hasta el 16 de mayo de 1997.

## Biografía
Licenciado en Derecho por la Universidad Complutense de Madrid y doctor en Derecho por la misma Universidad, accedió a la carrera judicial en 1967 (promoción 13.ª), optando por la carrera fiscal.

### Trayectoria
Ortiz Úrculo fue destinado en un principio a la Audiencia de Bilbao. Posteriormente pasó por la Audiencia de Barcelona. Entre 1975 y 1984 fue fiscal de la Audiencia Territorial de Madrid. En 1984 obtuvo el destino de fiscal ante el Tribunal Constitucional donde ha permanecido hasta 1996. 
En 1977, nombrado inspector general de Servicios del Ministerio de Educación, durante seis meses, en el Primer Gobierno de la monarquía, realizó como único trabajo el de instructor de dos expedientes. 
En 1982 fue enviado por el fiscal general del Estado a París para realizar un curso en la Escuela de la Magistratura Francesa. Ha sido presidente de la Asociación de Fiscales (1989-1996). 
El 6 de septiembre de 1996 fue nombrado fiscal general del Estado por el Gobierno de José María Aznar, cargo en el que permaneció hasta mayo de 1997, fecha en la que presentó su dimisión. Tras su marcha, regresó a su destino de Fiscal ante el Tribunal Constitucional.
En 1997 accedió al cargo de Fiscal de Sala y Jefe de la Fiscalía Especial para la Prevención y Represión del Tráfico Ilegal de Drogas, en la que permaneció hasta el año 2000. 
Ha sido Fiscal Jefe de la Fiscalía ante el Tribunal Constitucional entre 2000 y 2009.
Como profesor, ha impartido Derecho Penal en la Universidad de Deusto (Bilbao) entre los cursos 1971-1975. Además, ha sido profesor Ayudante de Derecho Mercantil en la Universidad Autónoma de Madrid (1975-1976). Profesor de ICADE (Madrid) entre los cursos 1987-1994, también ha impartido docencia en el Centro de Estudios Universitarios (CEU) de Madrid, entre los cursos 1979-1981. Profesor Ayudante y Encargado de curso en el Departamento de Derecho Penal de la Universidad Autónoma de Madrid desde 1977, continuando después como Profesor Asociado hasta 1999; en esta Universidad ha intervenido en diversos seminarios de su especialidad. Además ha sido profesor de la Escuela Judicial en dos períodos (1982-1985 y 2001-2005).
En 2009 accedió al ejercicio libre de la abogacía.

## Actuaciones
Durante el mandato de Ortiz Úrculo en la Fiscalía General se desencadenó una crisis en la Audiencia Nacional por el cese del fiscal jefe, José Aranda, tras una inspección en la fiscalía. Aranda soportó durante años la insubordinación de cuatro fiscales opuestos a la presentación de una querella contra el banquero Mario Conde por el caso Banesto. La investigación abierta por el inspector jefe, Juan José Martínez Zato, confirmó las sospechas de la fiscalía y, además, reveló prácticas poco profesionales. Por último, la investigación evidenció que la fiscal Márquez de Prado ocultó una prueba pericial no aportada en un sumario. La investigación derivó en la apertura de expedientes a los fiscales Eduardo Fungairiño, María Dolores Márquez de Prado, Ignacio Gordillo y Pedro Rubira, llamados los indomables.